# 安德烈·鲍里先科
安德烈·伊万诺维奇·鲍里先科（俄語：Андрей Иванович Борисенко，羅馬化：Andrei Ivanovich Borisenko，1964年4月17日—）是俄罗斯宇航员。

## 早年
1987年毕业于列宁格勒机械学院“飞行控制动力学”专业。毕业后在蘇聯海軍某军事单位工作，1989年开始在科罗廖夫能源火箭航天集团工作，负责和平号空间站运动控制系统的运行，参与莫斯科任务控制中心（MCC-M）转载系统操作分析小组工作。1999年，他成为MCC-M轮班主任，一开始负责和平号空间站，后来负责国际空间站。

## 宇航员生涯
2003年5月29日成为宇航员候选人。2003年6月开始接受基础太空飞行训练，并于2005年6月通过测试。

### 远征27/28
2011年莫斯科时间4月5日2时18分（北京时间6时18分），他和亚历山大·萨莫库佳耶夫和美国宇航员罗恩·加兰在哈萨克斯坦拜科努尔航天发射场搭乘以加加林命名的俄罗斯“联盟TMA-21”宇宙飞船前往国际空间站。
经过2天的自主飞行后，联盟TMA-21号航天器于国际协调时4月6日23时09分与国际空间站对接。

### 远征49/50
2016年10月19日，他与谢尔盖·尼古拉耶维奇·雷日科夫和美国国家航空航天局宇航员金布罗乘坐联盟MS-02执行远征49和50任务，在国际空间站停留了173天，2017年4月10日返回地球，在哈萨克斯坦成功着陆。
统计
| # | 飞船代号   | 发射时间（UTC）      | 任务代号              | 着陆时间（UTC）       | 时间总计     | 舱外活动 |
| - | ---------- | -------------------- | --------------------- | --------------------- | ------------ | -------- |
| 1 | 联盟TMA-21 | 2011年4月4日22时18分 | 联盟TMA-21，远征27/28 | 2011年9月16日3时59分  | 164日5时41分 | 0        |
| 2 | 联盟MS-02  | 2016年10月19日8时5分 | 联盟MS-02，远征49/50  | 2017年4月10日11时20分 | 173日3时15分 | 0        |
|   |            |                      |                       |                       | 337日8时56分 | 0        |

## 荣誉
- 俄罗斯联邦宇航员和俄罗斯联邦英雄荣誉称号（2012年）
- 四级“祖国功勋”勋章（2018年）[8]

## 图集

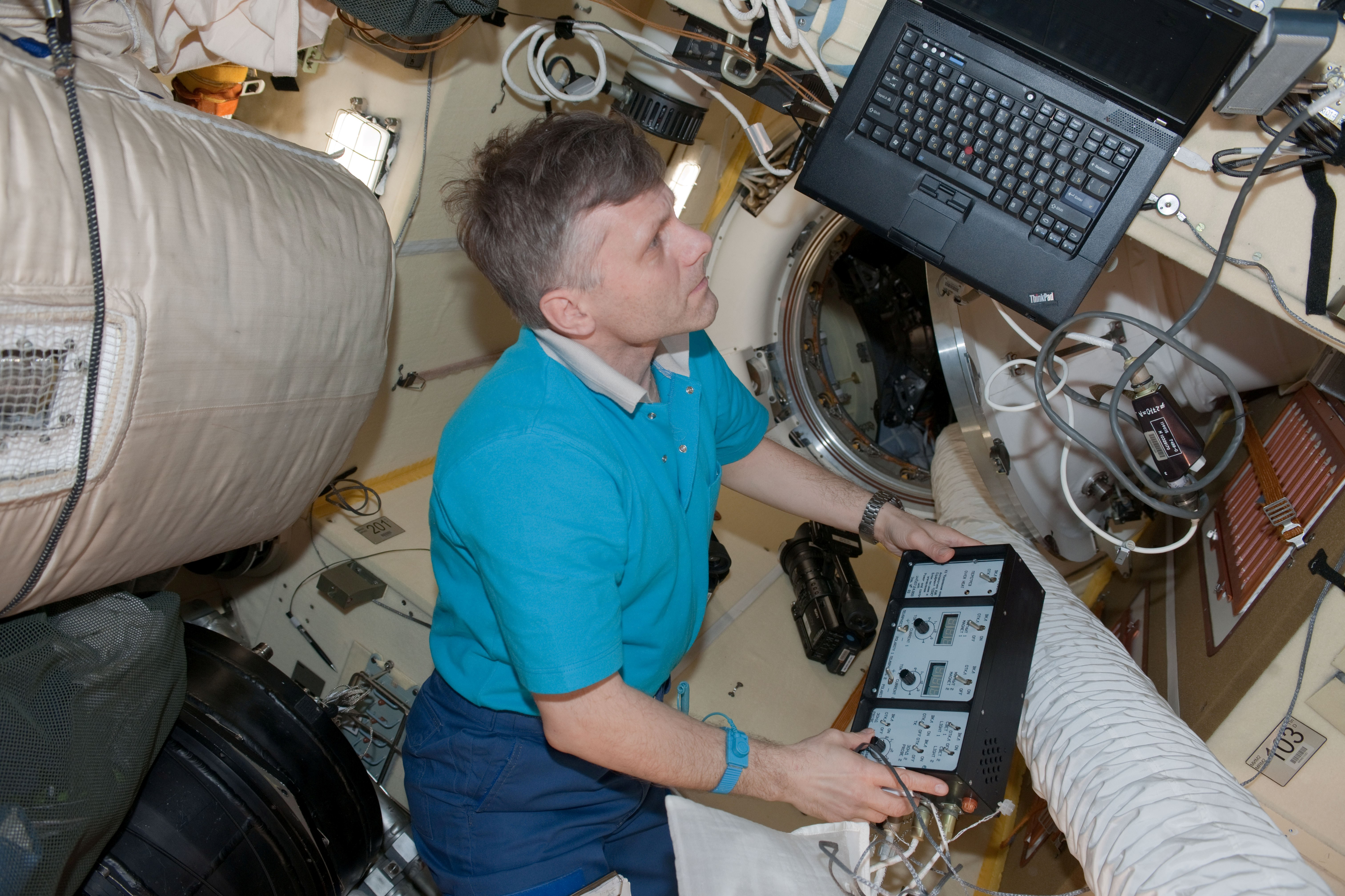
进行太空实验
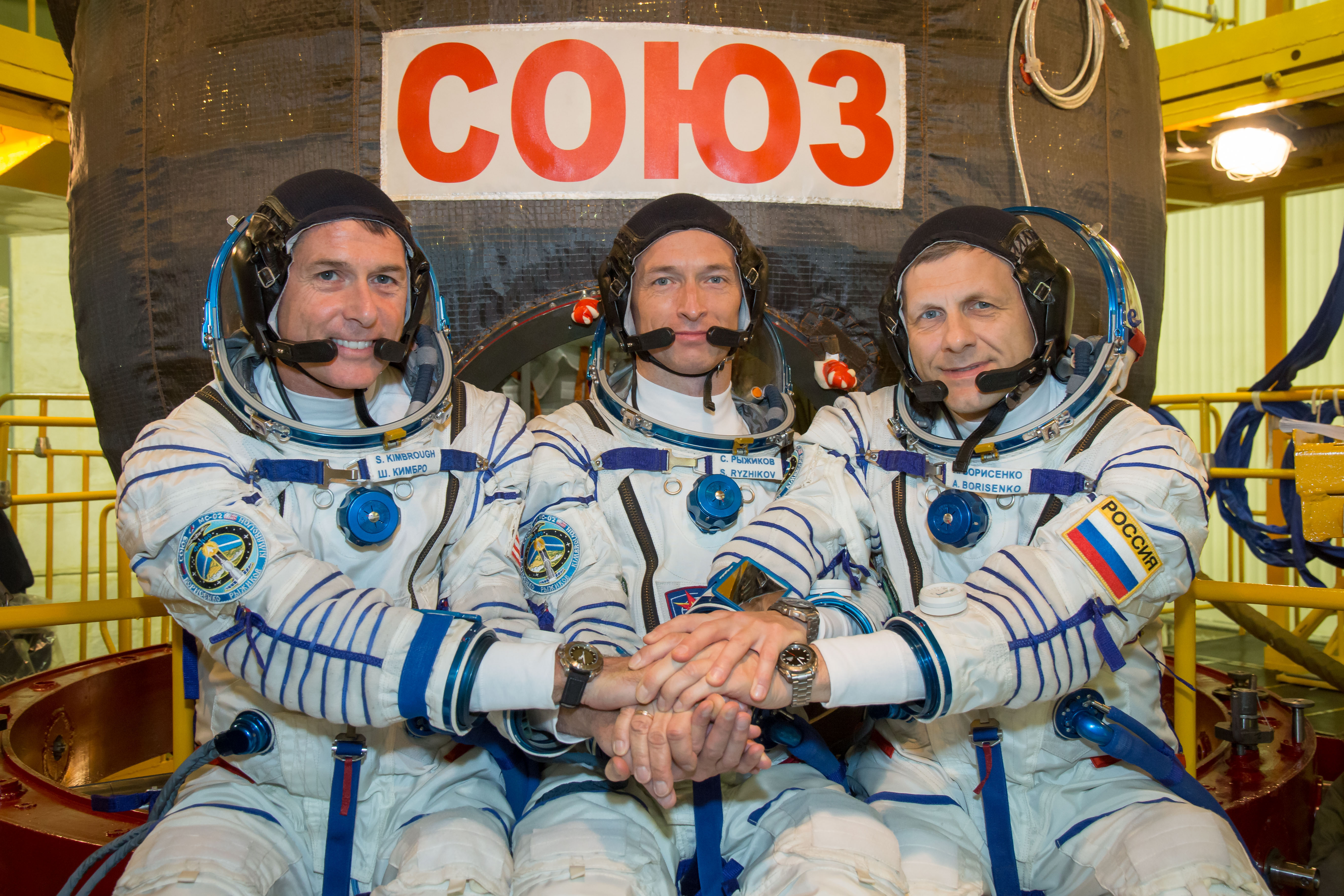
鲍里先科（右）与联盟MS-02号任务队员金布罗（左）和谢尔盖·雷日科夫（中）
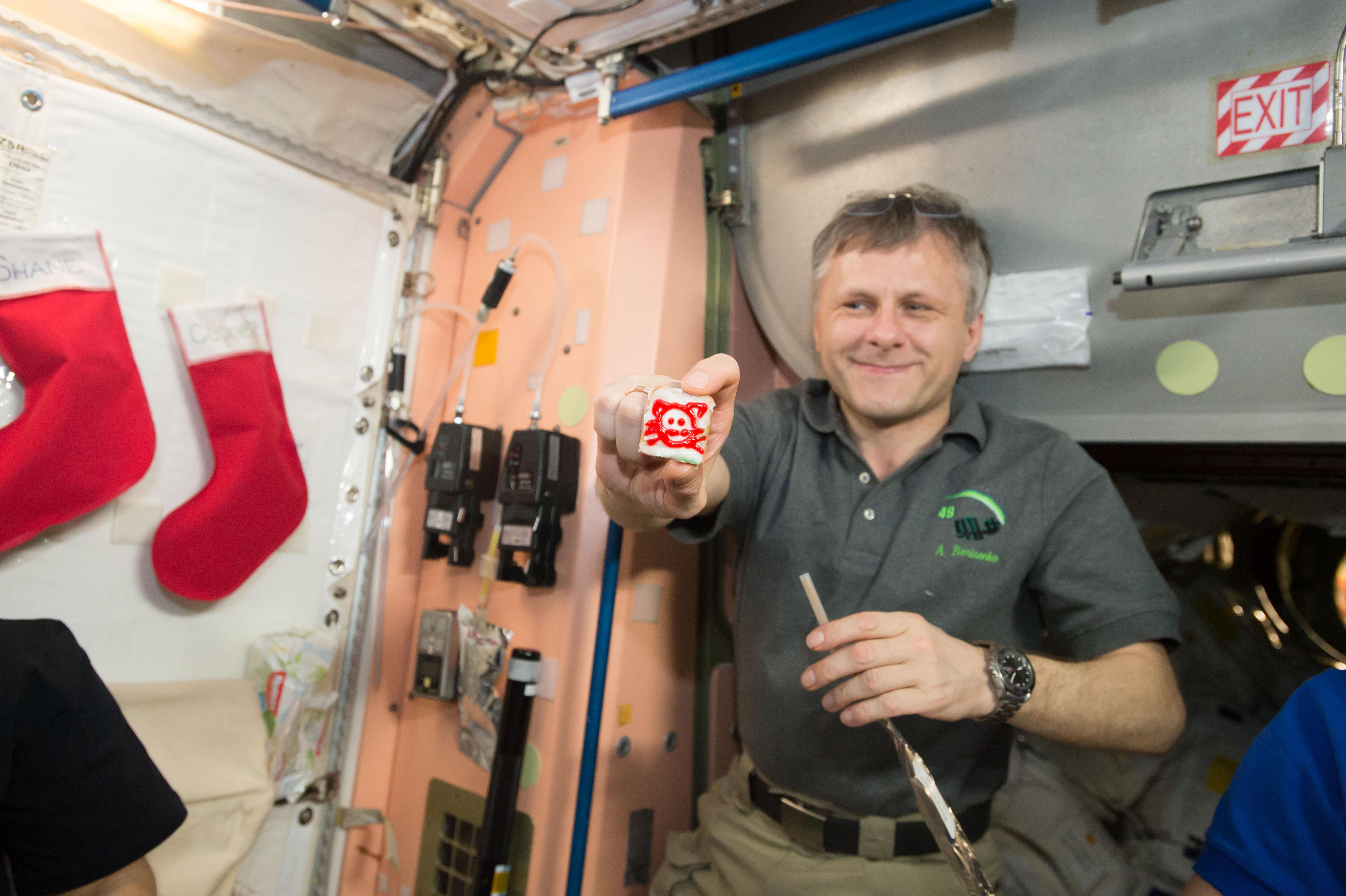
2016年平安夜
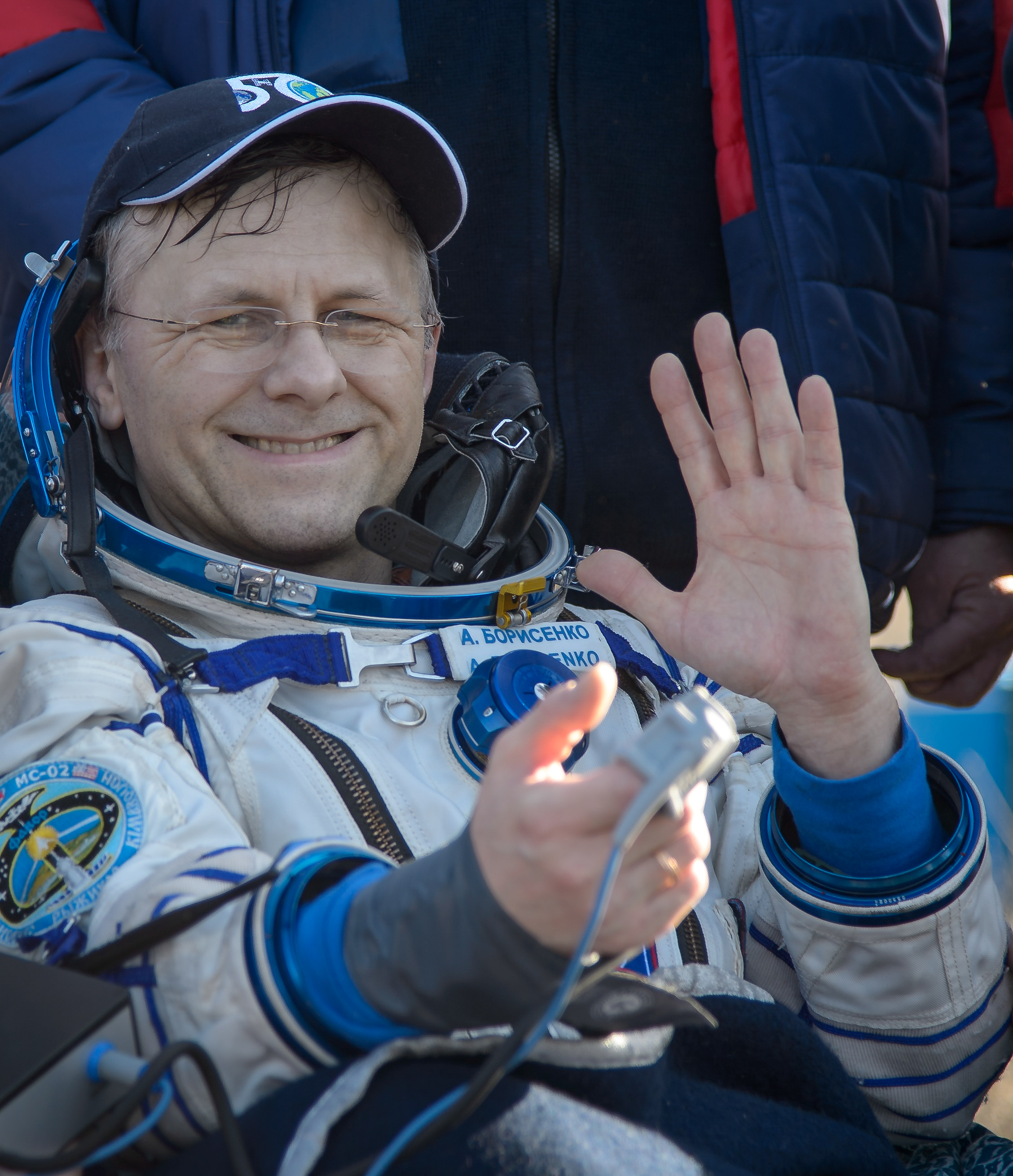
2017年着陆后的鲍里先科